# Paulina do Coração Agonizante de Jesus
Paulina do Coração Agonizante de Jesus (Vigolo Vattaro, 16 de dezembro de 1865 — São Paulo, 9 de julho de 1942), foi uma religiosa tirolesa canonizada em 19 de maio de 2002 pelo Papa João Paulo II, recebendo o título de Santa Paulina. Seu nome de batismo era Amabile Lúcia Visintainer.

## Biografia

### Infância
Filha de Napoleone Visintainer e Anna Pianezzer, Amabile Lúcia Visintainer nasceu em 16 de dezembro de 1865 em Vigolo Vattaro, ao norte da Itália. Foi batizada no dia seguinte na Igreja de São Jorge e seus padrinhos de batismo eram os camponeses Carlo Dallabrida e Orsola Tonnezzer. O pai de Amabile, Napoleone, trabalhava como pedreiro e a mãe, Anna, cultivava um pequeno campo e cuidava da casa.
Desde pequena Amabile trabalhava em uma fábrica de seda (Filanda), e era conhecida por sua caridade. Cuidava de sua avó paterna e em seu local de trabalho, dividia sua merenda com as companheiras mais pobres. Aos 9 anos, no dia 27 de abril de 1874, recebe o sacramento da Crisma, tendo como madrinha sua tia materna Domenica Pianezzer.

### Vinda para o Brasil
Em 25 de setembro de 1875, Napoleone junto de sua esposa Anna e 5 filhos, entre eles Amabile, com quase 10 anos de idade, partiram a bordo do navio italiano San Martino para o Brasil, em busca de melhores condições de vida. Após algumas semanas de viagem, chegaram no porto de Itajaí, na então província de Santa Catarina.
Assim que chegaram, os imigrantes foram encaminhados para um local chamado Alferes, no Vale do Rio Tijucas. A localidade veio a se chamar mais tarde Nova Trento, devido ao expressivo número de imigrantes oriundos da região de Trento. A família da Amabile, junto a outras famílias de Vigolo Vattaro, fixou-se em um vale que chamaram de Vígolo, em homenagem a Vigolo Vattaro.

### Primeira Comunhão
Amabile nasceu de uma família pobre e recebeu pouca instrução escolar. Já em Nova Trento, frequentava a escola, mas encontrava sérios problemas para aprender a ler e escrever.
Apesar das dificuldades, Amabile demonstrava persistência nos estudos e pedia sempre em suas orações a graça de aprender a ler e a escrever. Vendo sua determinação e sofrimento, seus pais e sua professora, Marina Dallabrida, a orientaram a pedir esta graça a Jesus, no dia de sua primeira Comunhão. Amabile então prometeu a Jesus, que se recebesse a graça de aprender a ler e a esrever, só leria livros religiosos em toda sua vida.
Com cerca de 12 anos de idade, Amabile recebe a primeira comunhão. Após o sacramento, abre o livro Máxima Eternas, de Santo Afonso de Ligório e percebe que consegue ler perfeitamente. Imediatamente contou o fato para sua mãe, que sem acreditar, testou seus conhecimentos e emocionada, confirmou que a filha havia recebido a graça que tento pediu.

### Juventude
Em 1876 chega a Nova Trento outro grupo imigrantes tiroleses, entre eles estava Virgínia Nicolodi e sua família. Amabile e Virgínia rezavam e trabalhavam juntas no moinho construído por Napoleone Visintainer (pai de Amabile) e Franesco Nicolodi (pai de Virgínia), onde desenvolveram uma grande amizade. O padre Augusto Servanzi, pároco de Nova Trento na época, percebendo a dedicação das jovens ao serviço e a oração, convida-as para desempenhar algumas funções na igreja, como catequese às crianças, limpeza da capela e assistência aos enfermos.
Amabile se dedicava às tarefas mais pesadas da casa e cuidava de seus irmãos menores, para ajudar sua mãe Anna, que possuia saúde frágil. Após a morte de sua mãe em 1887, Amabile, com 22 anos, assume os cuidados com a família. Seu pai se casou novamente em 1890, com a também viúva Maria Zamboni.

### Sonho com Nossa Senhora

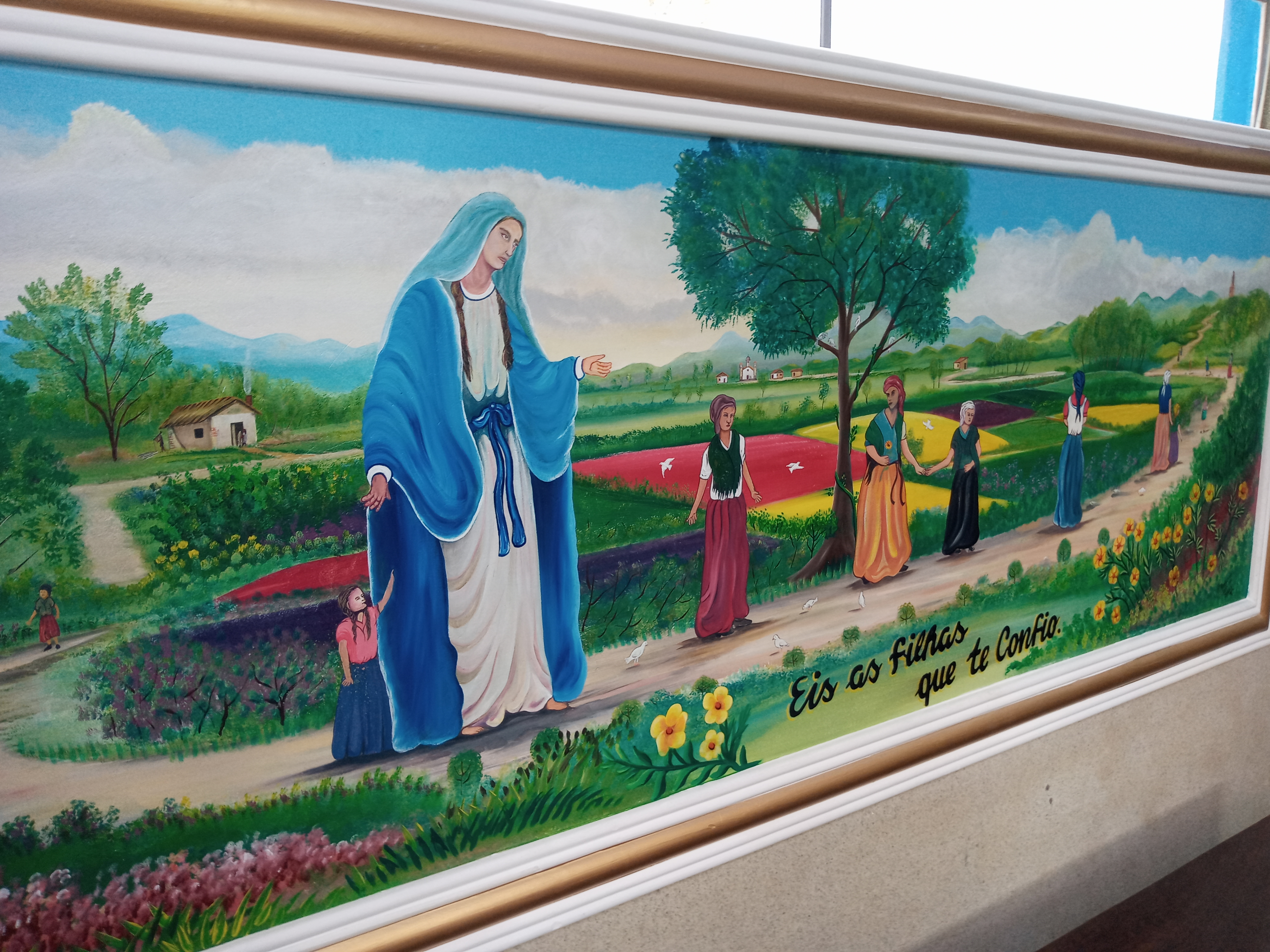
Arte sobre o sonho de Amabile.

Entre os anos de 1888 e 1890, Amabile teve um sonho com Nossa Senhora em três noites consecutivas. Esse fato é confirmado pelo depoimento das irmãs mais antigas da congregação. No livro Ser Para os Outros: Perfil Biográfico de Madre Paulina do Coração Agonizante de Jesus, a escritora Célia Bastiana Cadorin descreve o relato dos sonhos:  
"Parecia a Amabile entrar num grande sobrado, de dois andares, desabitados; achava-se numa sala, onde havia só algumas cadeiras; de repente, aparece, num canteiro de florinhas brancas, uma belíssima Senhora de uma formosura que não se pode exprimir; vestida de branco como a neve e com a faixa azul. Tinha nos pés duas rosas brilhantíssimas, [...] no mesmo instante reconheceu a Virgem de Lourdes. Cheia de extraordinária alegria, ajoelhou-se para beijar-lhe os pés, mas o fulgor não lhe permitiu; a Senhora não tinha as mãos postas, porque acenava para falar-lhe. A confusão apoderou-se de Amabile tão fortemente, que não a deixava compreender a linguagem celeste. [...] Num sobressalto, despertou do sono.
Na noite imediata, eis que a Santíssima Virgem aparece-lhe novamente em sonho: Amabile sentiu um pouco mais de coragem. O rosto da Mãe das Virgens de uma graça infinita, respirava bondade e mansidão divina; dirigindo-se a Amabile disse:
- 'É meu ardente desejo que comeces uma obra; trabalharás pela salvação de minhas filhas!'
- 'Mas como fazer, minha Mãe? Sem meios, miserável e ignorante…'
E neste pensamento acordou. Na terceira noite, eis que a Santíssima Virgem, toda Majestosa, aparece e diz-lhe:
- 'Filha, que determinaste?'
- 'Servi-Vos, minha querida Mãe, mas sou uma pobre criatura… Todavia, para satisfazer o vosso desejo, prometo esforçar-me quanto puder; mas não tenho quem me ajude na grande empresa.'
- 'Dou-te, prosseguiu a Divina Mãe, uma pessoa que te auxiliará. [...] mais tarde, mostrar-te-ei as filhas que te quero confiar'.

A Santíssima Virgem Abençoou-a e ela, num enlevo de paraíso, despertou do sono."

### Congregação
Emite os votos em 1895 e torna-se Irmã Paulina do Coração Agonizante de Jesus. Amábile dá início à Congregação das Irmãzinhas da Imaculada Conceição, na atual Irmandade Santa Casa de Bragança Paulista. Em 1903, deixa Nova Trento e, no bairro do Ipiranga, em São Paulo, ocupa-se de crianças órfãs e de ex-escravos abandonados.

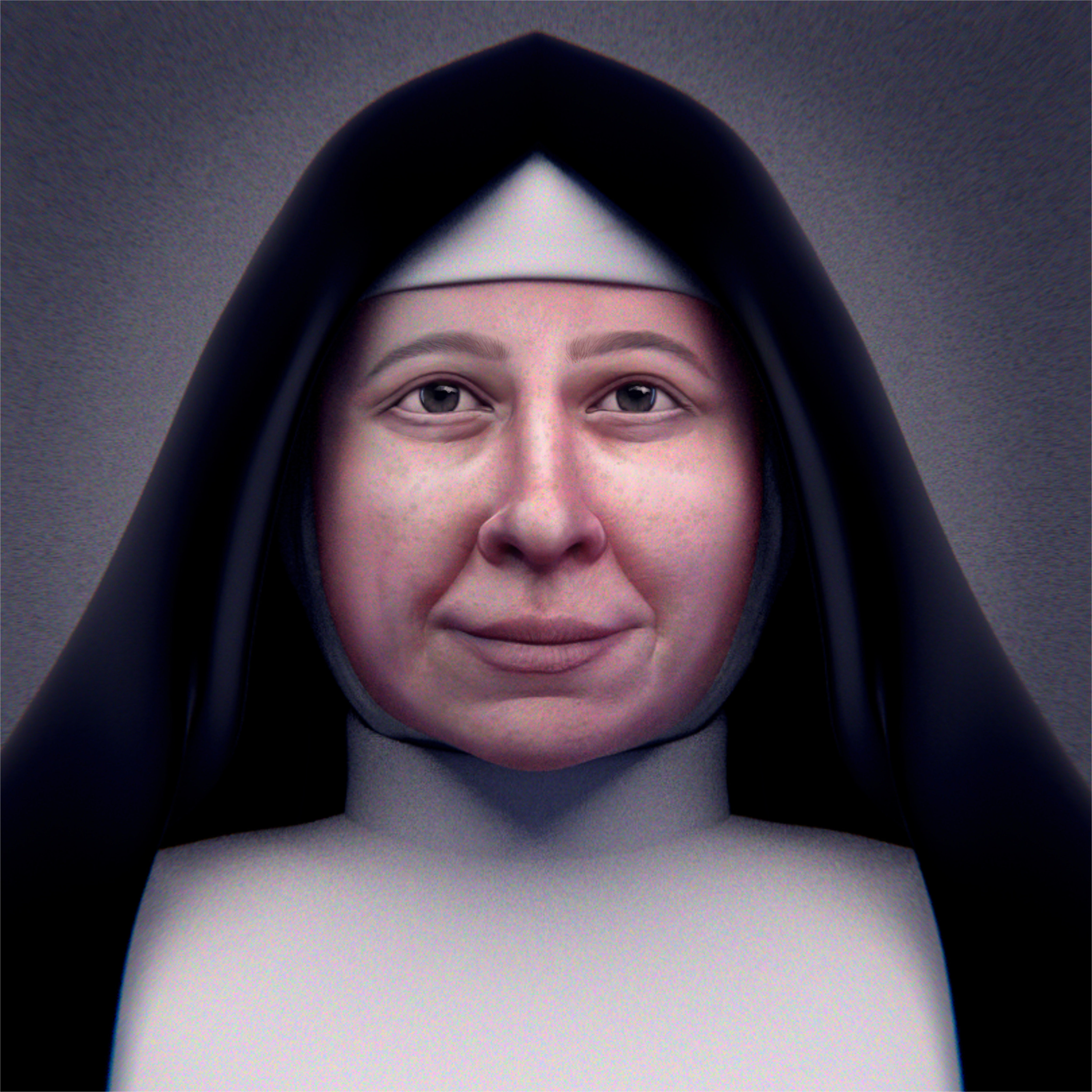
Reconstrução facial de Santa Paulina

A partir de 1918 passa a ter uma vida muito reservada, dedicando-se à oração e à vida contemplativa. Em 1938 já demonstrava sérios problemas de saúde causados pela diabetes, que lhe causou várias amputações. Passou os últimos meses de sua vida cega, vindo a falecer em 9 de julho de 1942.
Em 1965, foi aberto o processo de beatificação de Madre Paulina, e em 1967, seus restos mortais foram exumados e transladados do Cemitério do Santíssimo Sacramento da Catedral de São Paulo para a Casa Geral da Congregação (atual Capela Sagrada Família e Santa Paulina), no Ipiranga, na cidade de São Paulo.
Em 18 de outubro de 1991, foi beatificada pelo Papa João Paulo II por ocasião da sua visita a Florianópolis. Foi por fim canonizada em 19 de maio de 2002 pelo mesmo Papa, recebendo oficialmente o nome de Santa Paulina do Coração Agonizante de Jesus. É considerada a primeira santa brasileira, mesmo não sendo  nascida no Brasil.

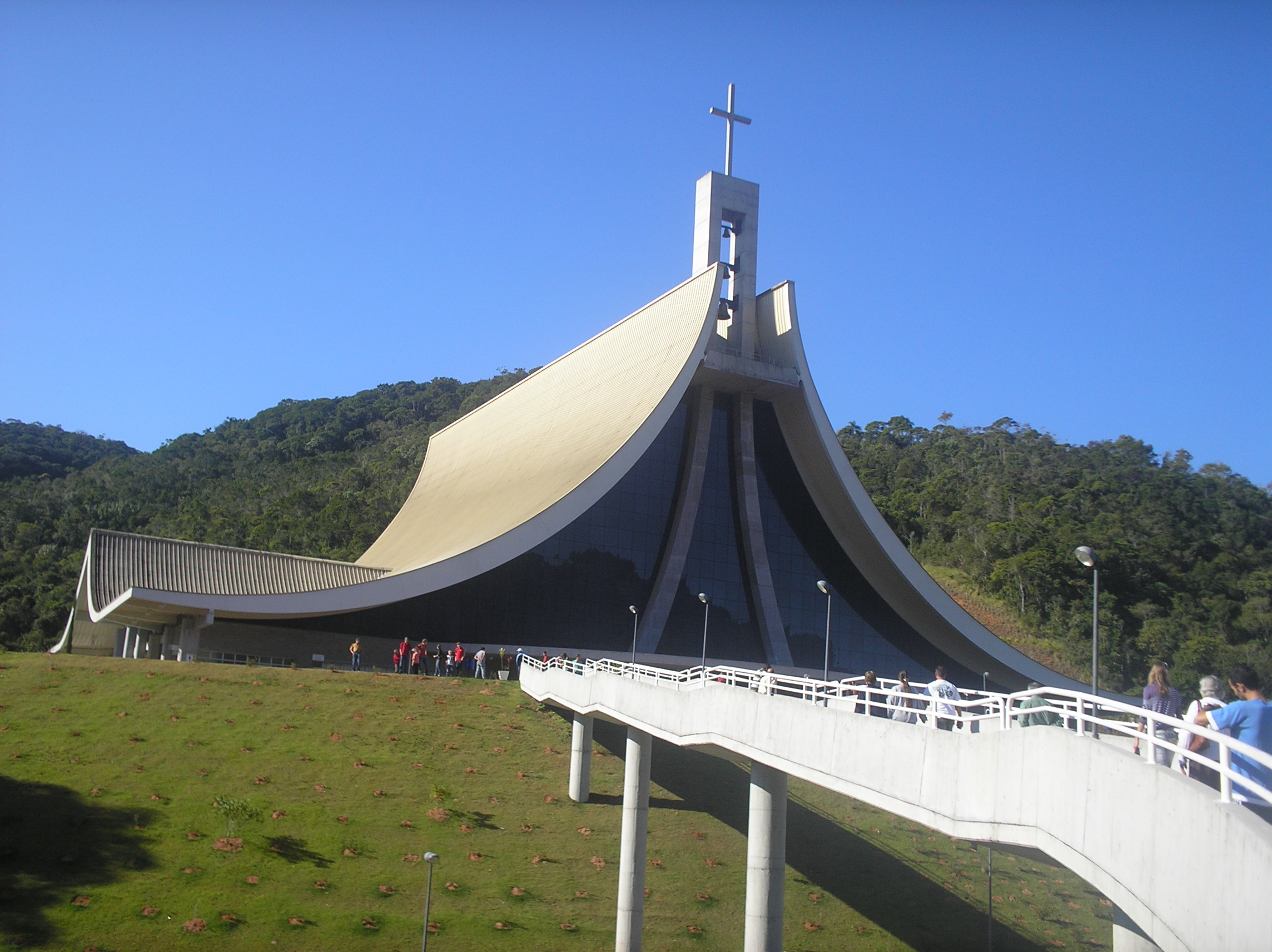
Santuário de Santa Paulina, localizado em Nova Trento (Santa Catarina), vista da rampa de acesso ao santuário